# Azíz Achanúš
Azíz Achanúš (arabsky:عزيز أخنوش‎;* 1. ledna 1961) je marocký politik, podnikatel, nejmajetnější Maročan podle Forbes (25. května 2023) a většinový vlastník Akwa Group, marockého konglomerátu s mnohamiliardovým obratem ovládaného marockou rodinou Achanúš a Wakrim. Azíz Achanúš je od roku 2021 předsedou vlády Maroka a současně také starostou města Agádír. V letech 2007–2021 byl ministrem zemědělství, v letech 2003–2007 předsedou regionální rady regionu Souss-Massa a od roku 2016 generálním tajemníkem politické strany RNI (Národní shromáždění nezávislých, francouzsky Rassemblement national des indépendants).

## Osobní život
Achanúš se narodil v roce 1961 v marockém Tafraoutu a vyrůstal v Casablance. Jeho matka a sestra přežily tragické zemětřesení v Agadiru, které se odehrálo roku 1960 a při němž zahynulo deset členů jeho rodiny. Údajně zůstali několik hodin zavaleni pod sutinami, než se je podařilo zachránit.
V roce 1986 získal Achanúš na québecké Université de Sherbrooke diplom z managementu.
Azíz Achanúš je ženatý se Salwou Idrissi, podnikatelkou, která vlastní společnost působící v obchodních centrech a také vlastní marocké franšízy značek jako Gap a Zara.

## Podnikání
V žebříčku nejbohatších mužů Afriky časopisu Forbes za rok 2020 se Achanúš umístil na 12. místě s odhadovaným bohatstvím 2 mld. dolarů. Své bohatství vybudoval hlavně na investicích do ropy, zemního plynu a chemikálií. Dne 25. května 2023 byl v Živém žebříčku miliardářů Forbes (anglicky The real-time billionaires list) na 1 972. místě (nejmajetnějším Maročanem), podle denně aktualizovaného čistého jmění všech 2 640 hodnocených miliardářů světa.
Investoval také do výstavby přístavu Marina Agádir, jehož součástí jsou také obchody světových značek a luxusní byty.